# ويلدا بينيت
ويلدا بينيت (19 ديسمبر 1894 - 20 ديسمبر 1967) (بالإنجليزية: Wilda Bennett) هي ممثلة أفلام صامتة أمريكية.

## أبرز أعمالها

### أفلام
- شيطان صغير جيد (1914)[3]
- الحب والشرف والطاعة (1920)
- الرصاص أو الاقتراع (1936)[4]
- النصر المظلم (1939)
- النساء (1939)
- يا لها من حياة (1939)
- نينوتشكا (1939)
- كانت تلك الأيام! (1940)
- السيدة حواء (1941)

## روابط خارجية
- صفحة ويلدا بينيت IMDb
- صفحة ويلدا بينيت IBDB